# T10 (metrolijn)

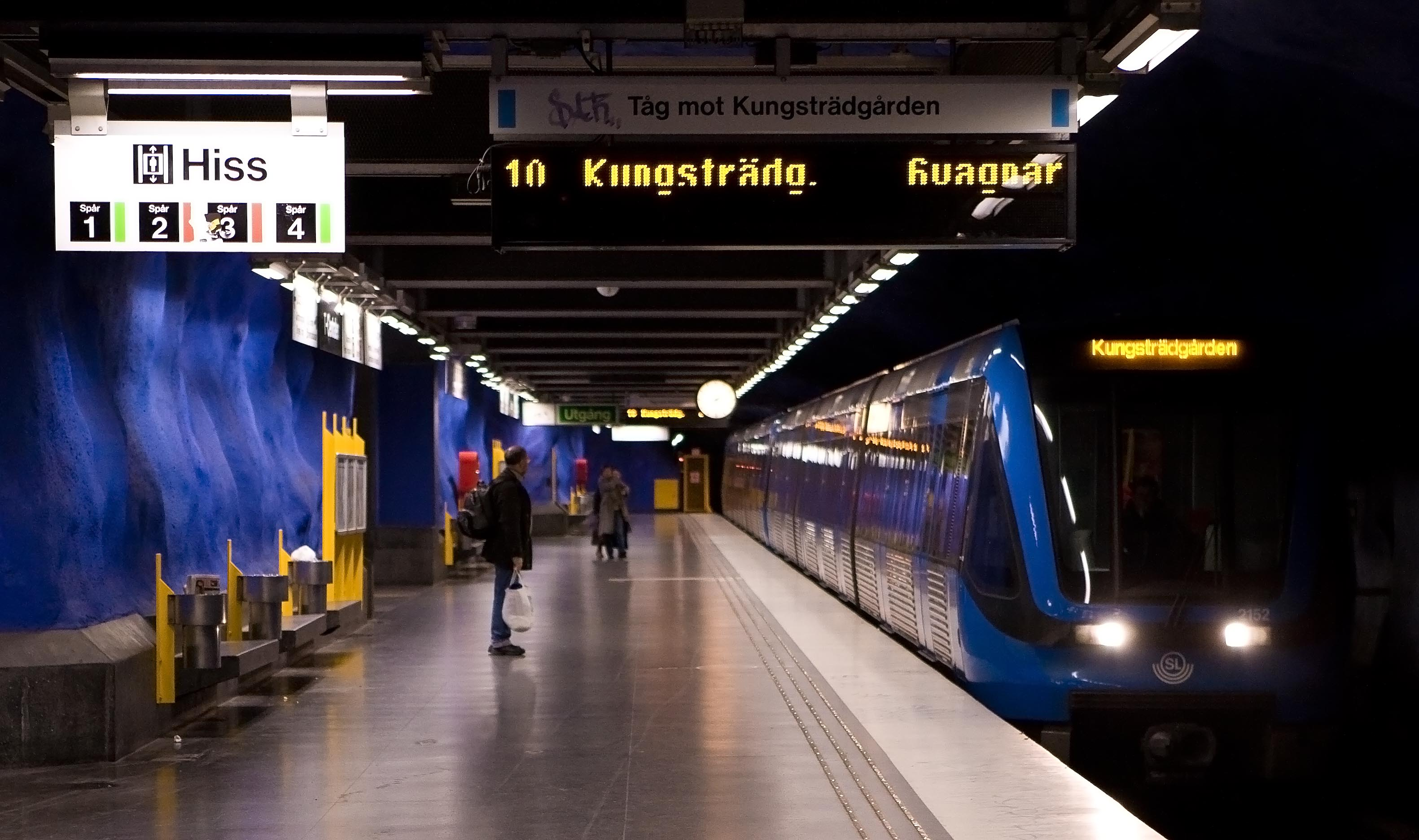
Een trein voor T10 arriveert op T-Centralen.

De T10 is een van de twee blauwe lijnen van de Metro van Stockholm. De lijn is 15,1 km lang, telt 14 stations en het duurt 23 minuten om van het beginpunt naar het eindpunt te reizen. De lijn wordt geëxploiteerd door Storstockholms Lokaltrafik.
De lijn bestaat uit de volgende metrostations:
| naam                       | opening | gemeente   | stadsdeel           |
| -------------------------- | ------- | ---------- | ------------------- |
| Hjulsta                    | 1975    | Stockholm  | Spånga-Tensta       |
| Tensta                     | 1975    | Stockholm  | Spånga-Tensta       |
| Rinkeby                    | 1975    | Stockholm  | Spånga-Tensta       |
| Rissne                     | 1985    | Sundbyberg | Rissne              |
| Duvbo                      | 1985    | Sundbyberg | Centrala Sundbyberg |
| Sundbybergs centrum        | 1985    | Sundbyberg | Centrala Sundbyberg |
| Vreten                     | 1985    | Solna      | Huvudsta            |
| Huvudsta                   | 1985    | Solna      | Huvudsta            |
| Västra skogen              | 1975    | Solna      | Huvudsta            |
| Stadshagen                 | 1975    | Stockholm  | Kungsholmen         |
| Fridhemsplan               | 1952    | Stockholm  | Kungsholmen         |
| Rådhuset                   | 1975    | Stockholm  | Kungsholmen         |
| T-Centralen (hoofdstation) | 1957    | Stockholm  | Norrmalm            |
| Kungsträdgården            | 1975    | Stockholm  | Norrmalm            |

T10 · 
T11 · 
T13 · 
T14 ·
T15 · 
T17 · 
T18 · 
T19
Hjulsta ·
Tensta ·
Rinkeby · 
Rissne · 
Duvbo ·
Sundbybergs centrum · 
Solna strand · 
Huvudsta · 
Västra skogen ·
Stadshagen ·
Fridhemsplan ·
Rådhuset ·  
T-Centralen ·
Kungsträdgården · 
(Sofia) ·
(Hammarby kanal) ·  
(Sickla) ·
(Järla) ·
(Nacka centrum)